# الإسلام في توفالو
الإسلام هو دين أقلية في دولة توفالو. دخل الإسلام في عام 1985 من قبل المسلمين الأحمديين، هناك ما يقرب من 50 مسلما في البلاد، وجميعهم ينتمون للطائفة الأحمدية. ونظرا لصغر عدد سكان البلد، فإنه يمثلون 0.5 في المائة من سكان توفالو. مسجد توفالو، في فونافوتي، عاصمة توفالو، هو المسجد الوحيد في البلاد.

## التاريخ
دخل الإسلام لأول مرة إلى توفالو في عام 1985 من قبل افتخار أياز، وهو مسلم أحمدي بريطاني من أصل باكستاني ، كان يعمل كممثل قنصلي بريطاني في توفالو. وفي خارج ساعات العمل ، كان يسعى إلى تعريف السكان المحليين بالعقيدة الإسلامية.
وعندما ازداد عدد المعتنقين للإسلام ، طلب أياز من مقر الجالية الإسلامية في لندن إرسال داعية إسلامي إلى توفالو. نتيجة لذلك ، وصل حافظ جبريل ، وهو داعية ورجل دين من غانا في عام 1989، أي بعد حوالي أربع سنوات من دخول الإسلام إلى توفالو ، حيث كان موجودًا في جنوب المحيط الهادئ في ذلك الوقت .
في عام 1991 ، نُقل حافظ جبرائيل إلى جزر كيريباتي ، وأُرسل عبد الغفار إلى الجالية المسلمة ، وهو رجل دين من غانا أيضا، وبعد أن خدم الجالية المسلمة في توفالو لمدة تقارب من 5 سنوات ، عاد ليخدم وطنه غانا.
مرت العديد من السنوات ولم يكن في توفالو داعية إسلامي لرعاية مصالح الجالية المسلمة هناك إلى أن وصل عبد الحكيم بواتنج في أواخر عام 2003 وهو رجل دين من غانا ، وخدم هناك حتى عام 2009. وفي عام 2009 ، أصبح محمد إدريس وهو رجل دين من إندونيسيا هو القائم على رعاية مصالح المسلمين في توفالو ، ويعتبر أول رجل دين ليس من غانا إلى توفالو.
قامت الطائفة الإسلامية الأحمدية بترجمة القرآن إلى لغة توفالو عام 1990. وبُني مسجد توفالو عام 1991 ، وهو المسجد الوحيد في توفالو.